# Дерун Катерина Олександрівна
Катерина Олександрівна Дерун (нар. 24 вересня 1993) — українська легкоатлетка, метальниця списа, учасниця Олімпійських ігор 2016 року. Учасниця чемпіонатів Європи та Світу. Багаторазова Чемпіонка України. Олімпійська чемпіонка І Юнацьких Олімпійських ігор в Сінгапурі 2010 р. Молодий посол України на І Юнацьких Олімпійських ігор в Інсбрук 2012 р. Срібна призерка Чемпіонату Європи U23 Таллін 2015.

## Основні досягнення
| Рік  | Чемпіонат                                    | Місце проведення         | Місце  | Результат |
| ---- | -------------------------------------------- | ------------------------ | ------ | --------- |
| 2009 | Чемпіонат світу серед юнаків                 | Брессаноне, Італія       | 14 (q) | 45.63 м   |
| 2009 | Європейський юнацький Олімпійський фестиваль | Тампере, Фінляндія       | 5      | 46.52 м   |
| 2010 | Юнацькі Олімпійські ігри                     | Сінгапур                 | 1      | 54.59 м   |
| 2011 | Чемпіонат Європи серед юніорів               | Таллін, Естонія          | 12     | 49.03 м   |
| 2012 | Чемпіонат світу серед юніорів                | Барселона, Іспанія       | 21 (q) | 48.69 м   |
| 2013 | Чемпіонат Європи серед молоді                | Тампере, Фінляндія       | 14 (q) | 51.53 м   |
| 2015 | Чемпіонат Європи серед молоді                | Таллін, Естонія          | 2      | 58.60 м   |
| 2015 | Чемпіонат світу                              | Пекін, Китай             | 32 (q) | 53.49 м   |
| 2016 | Чемпіонат Європи                             | Амстердам, Нідерланди    | 27 (q) | 52.92 м   |
| 2016 | Олімпійські ігри                             | Ріо-де-Жанейро, Бразилія | 17 (q) | 60.02 м   |